# Centro de backup
Um centro de backup é um centro de processamento de dados (CPD) projetado especificamente para assumir o controle de outro CPD primário no caso de uma contingência.

## Motivação
Grandes organizações, como bancos ou administrações públicas, não podem arcar com a perda de informações ou a interrupção das operações diante de um desastre em seu centro de processamento de dados. Terremotos, incêndios ou ataques nessas instalações são pouco frequentes, mas não improváveis. Por esse motivo, geralmente é criado um "centro de backup" para absorver as operações do CPD principal em uma emergência.

## Características de um centro de backup.
Um centro de backup deve ser construído levando em consideração uma série de características físicas e segurança que o configura como uma instalação altamente confiável porque grandes organizações dependem disso.
- Primeiro, devemos analisar o lugar onde você deseja estabelecer o centro, enfatizando:
  - Foi construído para resistir ao meio ambiente, terremotos, vulcões, tufões e outros desastres naturais ou dificuldades ambientais.
  - Os riscos que podem afetar o CPD principal não afetam o centro de backup e vice-versa. Por este motivo, deve ser assegurada uma distância mínima entre o CPD principal e o centro de backup.
- O local onde as máquinas são acionadas e armazenadas deverá ser construído de acordo com as seguintes características especiais:
  - Deve estar em conformidade com a norma EN1047-2 (versão em espanhol de um padrão europeu) em seu nível mais alto de certificação R60D, de tal de modo que em caso de incêndio fora, dentro do recinto a temperatura não deve ser maior que 50º C.
  - Ele também deve fornecer segurança contra incêndio, água de extinção e inundação, gases, explosão, interferência eletromagnética, vandalismo e acesso impróprio.

## Desenho de um centro de backup
Um centro de backup é projetado com os mesmos princípios de qualquer CPD, mas com mais algumas considerações. Primeiro, um local totalmente diferente do CPD principal deve ser escolhido para que ambos não sejam afetados simultaneamente pela mesma contingência. É comum colocá-los entre 20 e 40 quilómetros do CPD principal. A distância é limitada pelas necessidades de telecomunicações entre os dois centros.
Em segundo lugar, o equipamento eletrónico e de computador do centro de backup deve ser absolutamente compatível com o existente no CPD principal. Isso não implica que o equipamento deve ser exatamente o mesmo. Normalmente, nem todos os processos no CPD principal são críticos. Por esse motivo, não é necessário duplicar todo o equipamento. Além disso, o mesmo nível de serviço não é necessário em caso de emergência. Consequentemente, é possível usar hardware menos poderoso. O “tanque de peixes” de um centro de backup recebe esses nomes dependendo do seu equipamento:
- Sala limpa: o espaço de CPD adaptado para filtrar todos os tipos de contaminação é usado para armazenar e reparar o hardware.
- Sala de back-up: quando o equipamento é semelhante, mas não exatamente o mesmo.

Terceiro, o equipamento de software deve ser idêntico ao existente no CPD principal. Isso implica exatamente as mesmas versões e correções do software básico e dos aplicativos corporativos que estão em uso no CPD principal. Caso contrário, a continuidade da operação não poderia ser totalmente garantida.
Por último, mas não menos importante, é necessário ter uma réplica dos mesmos dados que são usados no CPD original. Esse é o principal problema dos centros de backup, detalhados abaixo.

## Sincronização de dados
Existem duas políticas ou abordagens para esse problema:
- Cópia síncrona de dados: garante que todos os dados gravados no CPD principal também sejam gravados no centro de backup antes de continuar com qualquer outra operação.
- Cópia assíncrona de dados: não é garantido que todos os dados gravados no CPD principal sejam gravados imediatamente no centro de backup; portanto, pode haver um intervalo de tempo entre eles.

A cópia assíncrona pode ocorrer offline. Nesse caso, o centro de backup usa a última cópia de segurança existente do CPD principal. Isso leva à perda de dados de negociação de várias horas (no mínimo) a dias (típico). Essa opção é viável para empresas não muito críticas, onde a continuidade dos negócios é mais importante que a perda de dados. Por exemplo, em redes de supermercados ou pequenas empresas. No entanto, é inviável em empresas como o setor bancário, onde a perda de uma única transação econômica é impensável.
Em todos os outros casos, a política de cópia geralmente repousa na infraestrutura de armazenamento corporativo. Geralmente, esses são SANs e compartimentos de disco com inteligência suficiente para implementar essas políticas.
Para cópias síncronas e assíncronas, é necessária uma extensão da rede de armazenamento entre os dois centros. Em outras palavras, um link de telecomunicações entre o CPD e o centro de backup. No caso de cópia síncrona, é essencial que o referido link tenha baixa latência. Motivo pelo qual um link de fibra óptica é normalmente usado, o que limita a distância máxima a dezenas de quilómetros. Existem duas tecnologias viáveis para copiar dados em centros de backup:
- iSCSI.
- Fibre channel.

A cópia síncrona é essencial em empresas como bancos, onde a perda de qualquer transação não é possível. A cópia assíncrona é possível na maioria dos casos, pois o atraso da cópia é limitado a alguns minutos.

## O centro de backup em contexto
Um centro de backup por si só não é suficiente para lidar com uma contingência séria. É necessário ter um plano de contingência corporativo. Este plano contém três subplanos que indicam as medidas técnicas, humanas e organizacionais necessárias em três momentos principais:
- Plano de segurança: inclui as ações necessárias antes que ocorra um incidente. Essencialmente, manutenção e teste de medidas preventivas.
- Plano de emergência: inclui as ações necessárias durante um incidente.
- Plano de recuperação: inclui as ações necessárias após um incidente. Basicamente, indica como retornar à operação normal.

O centro de backup não é a única maneira de articular o plano de contingência. Terceirização de serviços similares também é possível.

## Tipos de backup
1. Cópias de segurança completas: Uma cópia de segurança completa é uma cópia de segurança onde cada ficheiro é escrito para o suporte de segurança. Como mencionado acima, se os dados a serem copiados nunca mudarem, cada cópia de segurança completa criada será uma cópia exactamente da mesma.
2. Cópias de segurança incrementais: Backups incrementais verificam primeiro se a data de modificação de um ficheiro é mais recente do que a data do seu último backup. Se não for, significa que o ficheiro não foi modificado desde a sua última cópia de segurança e pode, portanto, ser ignorado desta vez.
3. Cópias de segurança diferenciais: Uma cópia de segurança diferencial consiste em fazer cópias de segurança apenas de dados alterados ou recentemente criados a partir de uma cópia de segurança completa anterior.

## Veja-se também
- Aceleradores de WAN